# Y (letter)

Een aantal voorbeelden van de letter Y

De letter Y is de 25e letter in het moderne Latijnse alfabet. De Romeinen ontleenden de Y direct aan de Griekse letter ypsilon, die evenals de F, U, V en W is voortgekomen uit de Semitische letter wâw.
Bij het mondeling spellen van een woord wordt de letter 'Griekse ij', 'i-grec' of 'ypsilon' genoemd. De losse letter Y wordt door Nederlanders meestal uitgesproken als de tweeklank ij, bijvoorbeeld in de samengestelde woorden Y-chromosoom en y-as en ook bij het opnoemen van de letterreeks xyz.
Volgens het Genootschap Onze Taal kan de Y als een klinker of als een medeklinker worden beschouwd, afhankelijk van het woord waarin hij voorkomt. In woorden als 'symbool' en 'baby' is hij een klinker als de I, maar in 'yoghurt' is hij een medeklinker die als een J wordt uitgesproken. 
In het hedendaagse Nederlands wordt de letter alleen nog in leenwoorden en eigennamen gebruikt. Vanaf het Middelnederlands tot in de 18de eeuw kwam de Y echter ook voor als spellingsvariant van de digraaf ij (ontstaan uit ii). Zo schreef men 'anys', 'dyck' en 'ghelyc' naast 'anijs', 'dijck' en 'gelijck', en ook 'Leyden' en 'waerheyt' naast 'Leijden' en 'waerheijt'.
In het internationale spellingsalfabet wordt de Y weergegeven door middel van het woord Yankee. In het Nederlandse telefoonalfabet wordt de Y weergegeven door middel van het woord Ypsilon.